# Stor-Lisas tjärn
Stor-Lisas tjärn är en sjö i Smedjebackens kommun i Dalarna och ingår i Norrströms huvudavrinningsområde.